# Vicente Jiménez Zamora

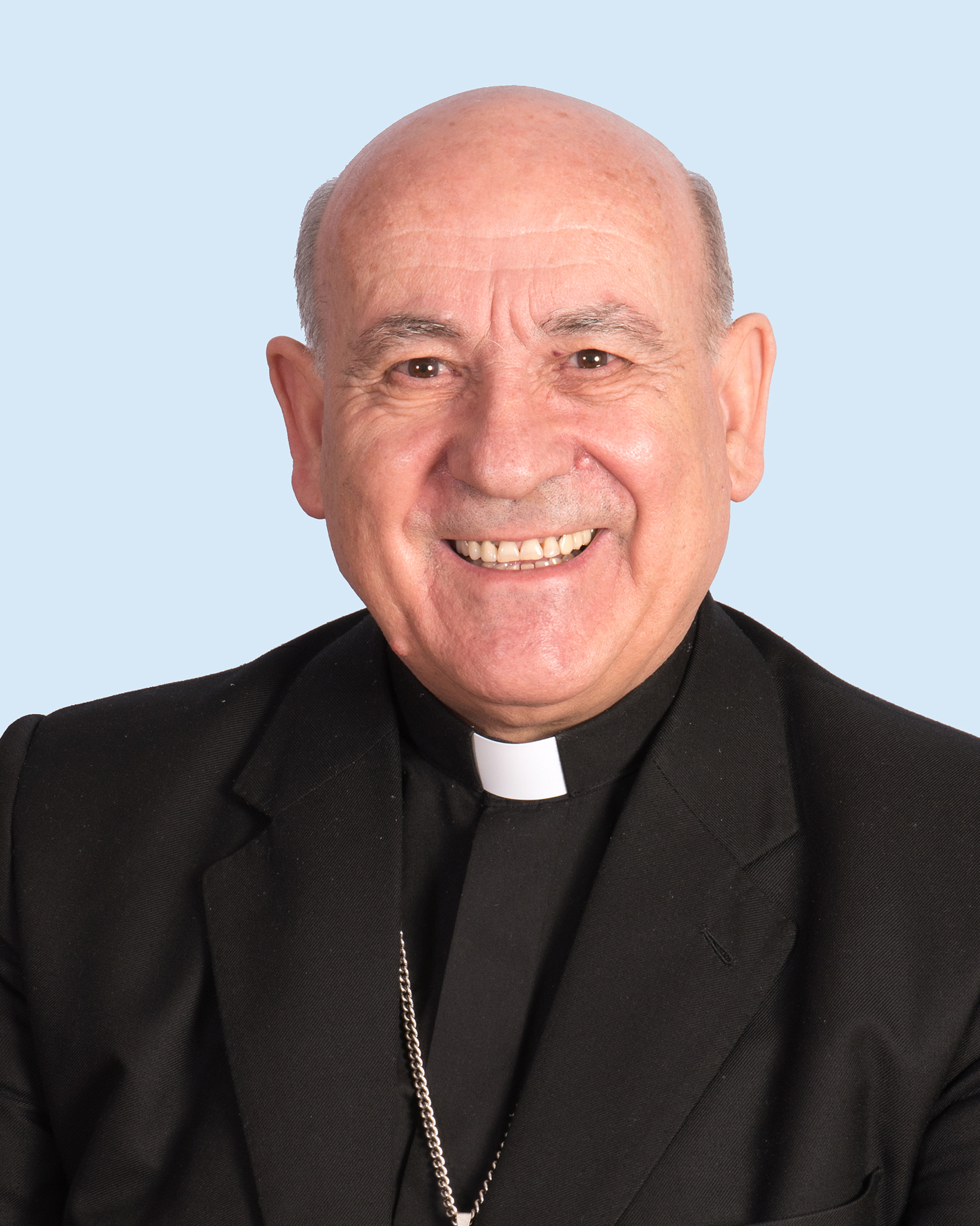
Erzbischof Vicente Jiménez Zamora (2017)

Erzbischofswappen

Vicente Jiménez Zamora (* 28. Januar 1944 in Ágreda) ist ein spanischer Geistlicher und emeritierter römisch-katholischer Erzbischof von Saragossa.

## Leben
Vicente Jiménez Zamora empfing am 29. Juni 1968 das Sakrament der Priesterweihe für das Bistum Osma-Soria.
Papst Johannes Paul II. ernannte ihn am 21. Mai 2004 zum Bischof von Osma-Soria. Der Apostolische Nuntius in Spanien und Andorra, Manuel Monteiro de Castro, spendete ihm am 17. Juli desselben Jahres die Bischofsweihe; Mitkonsekratoren waren Antonio María Kardinal Rouco Varela, Erzbischof von Madrid, und Francisco Gil Hellín, Erzbischof von Burgos.
Papst Benedikt XVI. ernannte ihn am 27. Juli 2007 zum Bischof von Santander.
Am 12. Dezember 2014 ernannte ihn Papst Franziskus zum Erzbischof von Saragossa. Die Amtseinführung fand am 21. Dezember desselben Jahres statt.
Papst Franziskus nahm am 6. Oktober 2020 seinen altersbedingten Rücktritt an.
Vom 2. Januar 2024 bis zur Amtseinführung des neuen Bischofs Mitte Juni 2025 verwaltete er die vakanten Bistümer Huesca und Jaca als Apostolischer Administrator.